# 大河端站
大河端站（日语：／ Okobata eki */?）是位於石川縣金澤市大河端町，北陸鐵道的淺野川線車站。車站編號為A08。

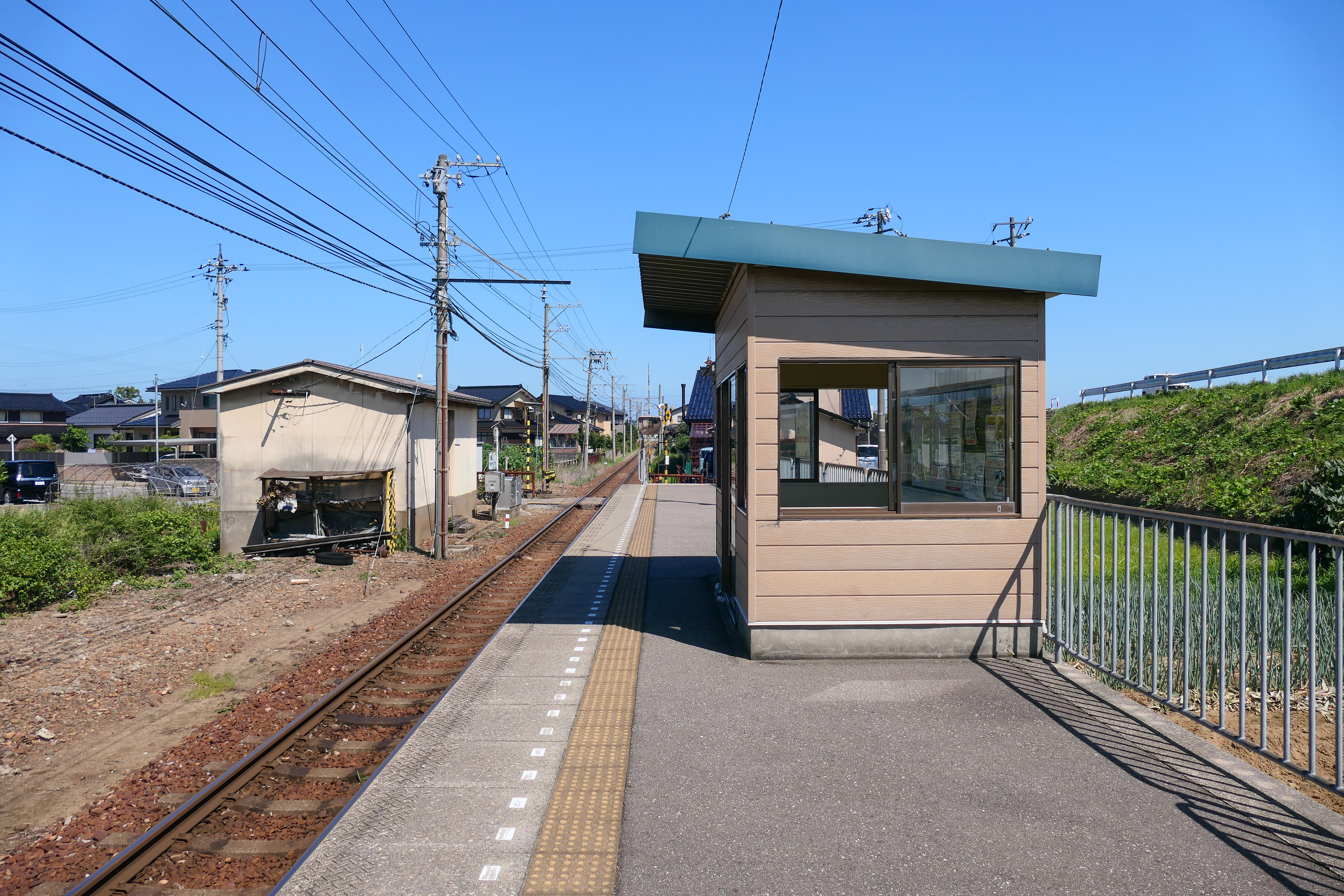
候車室與月台(2022年7月)

## 車站構造
本站是地面車站，設有1面1線單式月台。在600伏特的時代，站內設有變電站，現時變成物資倉庫。此站為無人車站。

## 歷史
- 1925年5月10日：車站啟用。

## 使用狀況
以下為1日平均上下車人次列表 ：
| 上下車人次變化 | 上下車人次變化 |
| 年度           | 1日平均人次    |
| -------------- | -------------- |
| 2011年         | 43             |
| 2012年         | 48             |
| 2013年         | 48             |
| 2014年         | 42             |
| 2015年         | 51             |
| 2016年         | 59             |
| 2017年         | 62             |

## 相鄰車站
北陸鐵道
■淺野川線
三屋（A07）－大河端（A08）－北間（A09）

## 外部連結
- 北陸鐵道大河端站 （页面存档备份，存于）